# Il paese del sesso selvaggio
Il paese del sesso selvaggio és una pel·lícula d'explotació caníbal italiana estrenada el 1972, estrenada en anglès com a Man From Deep River, Deep River Savages i Sacrifice!, dirigida per Umberto Lenzi i protagonitzada per Ivan Rassimov, Me Me Lai i Pratitsak Singhara. Potser és més coneguda per iniciar el "boom caníbal" del cinema d'explotació italià a finals dels anys setanta i principis dels vuitanta.
Lenzi probablement intentava imitar el contingut del famós cinema mondo, que havia guanyat considerablement popularitat grindhouse des que Gualtiero Jacopetti i Paolo Cavara van fer Mondo Cane en 1962, tot i que aquesta pel·lícula és fictícia. Igual que Man from Deep River les pel·lícules mondo se centren sovint en costums i ubicacions exòtiques, violència gràfica i crueltat animal.
La pel·lícula és força inspirada en Un home anomenat Cavall, que també comptava amb un home blanc que s'incorporava a una tribu que originalment el va mantenir captiu. Se suposa que el títol Man from Deep River es fa ressò del títol Un home anomenat Cavall.

## Argument
Un jove fotògraf arriba a Tailàndia i és atacat amb arma blanca per un nadiu, a qui mata en defensa pròpia. Buscat per la policia, marxa amb el seu guia i la seva càmera i recorre la selva del país. Un matí, en despertar, s'adona que el guia està surant de cap per avall en l'aigua mort. El noi és capturat per salvatges molt més agressius, dels quals només una vilatana dona mostres de simpatia, i a poc a poc s'integra en el seu grup.

## Repartiment
| Actor               | Paper        |
| ------------------- | ------------ |
| Ivan Rassimov       | John Bradley |
| Me Me Lai           | Marayå       |
| Pratitsak Singhara  | Taima        |
| Sullalewan Suxantat | Karen        |
| Ong Ard             | Lahunà       |
| Prapas Chindang     | Chuan        |
| Pipop Pupinyo       | Mihuan       |
| Tuan Tevan          | Tuan         |
| Chit                | Caníbal      |
| Choi                | Caníbal      |
| Song Suanhad        | bruixot      |
| Pairach Thaipradt   | Thai         |

## Producció
L'autora del guió fou Emmanuelle Arsan, creadora de l'heroïna literària i cinematogràfica homònima. Lenzi reutilitzarà algunes escenes d'aquesta pel·lícula a Mangiati vivi!. El productor de cinema Luciano Martino apareix en una escena en un bar.

## Llegat
Tot i que el "boom caníbal" dels anys setanta i vuitanta no va començar fins que Ruggero Deodato va llançar la seva pel·lícula Ultimo mondo cannibale el 1977, Il paese del sesso selvaggio és vista com la inspiració o l'inici del gènere caníbal, perquè la combinació de selva tropical i canibalisme a la pantalla no es va veure fins al seu llançament. (el director Umberto Lenzi va dir que el canibalisme no estava destinat a ser el tema central).Quan es va estrenar als Estats Units, es va provar amb èxit al 42nd Street de Time Square sota el títol de Sacrifice !, oferint l'oportunitat que pel·lícules similars gaudissin d'aquest mateix èxit (que en última instància va ser el cas). Fins i tot es va donar a Lenzi l'oportunitat de dirigir Ultimo mondo cannibale, però els productors van triar Ruggero Deodato quan es van negar a fer coincidir el preu de Lenzi. Tanmateix, farà un seguiment el 1980 amb la seva pel·lícula Mangiati vivi! (que fins i tot presentava els teatres grindhouse del carrer 42 que havien fet famós Il paese del sesso selvaggio) i la seva obra més famosa, Cannibal Ferox.